# Malú García Andrade
María Luisa (Malú) García Andrade (Ciudad Juárez) es abogada y defensora de los derechos humanos de México. Malú es hermana de Lilia Alejandra García Andrade asesinada en 2001 en Ciudad Juárez. Su madre Norma Andrade y Marisela Ortiz fueron fundadoras en Chihuahua de la organización Nuestras hijas de regreso a casa, a raíz de los asesinatos y desapariciones de Ciudad Juárez para apoyar a las familias, de la que Malú forma parte. 

## Trayectoria
Malú es la hermana mayor de Lilia Alejandra, asesinada en Ciudad Juárez el 21 de febrero de 2001 cuando tenía 17 años, un asesinato que le marcó la vida. Su madre, Norma Andrade fundó junto a Marisela Ortiz de Nuestras Hijas de Regreso a Casa A.C. considerada una de las organizaciones pioneras en organizar a familiares de las niñas y mujeres asesinadas y desaparecidas en Ciudad Juárez.
Malú se encargó de cuidar a los hijos de su hermana asesinada que tenían entonces seis meses y un año y medio mientras colaboraba junto a su madre, Norma Andrade iniciaba una campaña para visibilizar los asesinatos de mujeres en Ciudad Juárez. Años después Malú acompañó a las familias afectadas a la Ciudad de México para reclamar justicia, en mayoría eran madres solteras a las que nadie escuchaba, explica Malú, que reivindica que se establezcan grupos de trabajo en cada caso donde participen las autoridades con los ministerios, funcionarios públicos y fiscales responsables que informen a cada familia y den seguimiento a la investigación.
Ha recibido múltiples amenazas. Desde 2008 Malú cuenta con medidas cautelares, dictadas por la Comisión Interamericana de Derechos Humanos. En 2011 incendiaron su vivienda en Ciudad Juárez. En enero de 2017 Malú sufrió un atentado en Toluca. La camioneta en la que viajaba su escolta fue tiroteada. En mayo anunció que el gobierno federal la trasladaba "a un lugar seguro".  
En abril de 2023 recibió el Premio Per Anger de derechos humanos otorgado por el gobierno de Suecia a propuesta de la sección sueca de Amnistía Internacional:  “María Luisa García Andrade demuestra un enorme coraje en su lucha por todas las mujeres que han desaparecido y han sido asesinadas en México. En un ambiente de extrema violencia exige que el Estado investigue el femicidio, el femicidio y que se condene a los culpables. Brinda apoyo a las familias afectadas, trabaja por la reforma legal y se niega a rendirse a pesar de que ella y su familia tienen que vivir en la clandestinidad. Su determinación y coraje incondicional inspira e infunde esperanza de cambio".

## Premios y reconocimientos
- 2023 Premio Per Anger de derechos humanos otorgado por el gobierno de Suecia, por su labor con las familias de mujeres desaparecidas y asesinadas.[1]
- En mayo de 2023 la Comisión Permanente del Congreso de la Unión entregó un reconocimiento a Malú García Andrade, por su labor a favor de los derechos humanos y de la lucha de las mujeres desaparecidas y víctimas de feminicidio.[5][6]